# Наратхиуат
Наратхиуат е една от 76-те провинции на Тайланд. Столицата ѝ е едноименния град Наратхиуат. Населението на провинцията е 662 350 жители (2000 г. – 36-а по население), а площта 4475 кв. км (50-а по площ). Намира се в часова зона UTC+7. Разделена е на 13 района, които са разделени на 77 общини и 551 села.